# Svaljava
Svaljava (ukrainsk: Свалява, ungarsk: Szolyva, slovakisk: Svaľava, jiddisch: סווואליאוווע} Svalyave) er en by beliggende ved Latorytsja-floden i Zakarpatska oblast i det vestlige Ukraine. Den er det administrative centrum for Svaljava rajon (distrikt). Byen har omkring 17.068 (2022) indbyggere.

## Galleri
- Sankt Nikolaus kirke
- Synagoge i Svaljava
- Synagogen i dag; Er nu et bageri
- Tidligere synagoge
- Jødisk kirkegård
- Mindepark i Svaljava